# フィル・コーク
フィリップ・ダグラス・コーク（Phillip Douglas Coke, 1982年7月19日 - ）は、アメリカ合衆国カリフォルニア州トゥオルミ郡ソノラ出身の元プロ野球選手（投手）。左投左打。

## 経歴

### プロ入り前
2001年のMLBドラフト49巡目（全体1450位）でフロリダ・マーリンズから指名されたが、この時は入団せず。

### プロ入りとヤンキース時代
2002年のMLBドラフト26巡目（全体786位）でニューヨーク・ヤンキースから指名を受け、2003年にルーキー級ガルフ・コーストリーグ・ヤンキースでキャリアをスタートさせる。
2008年にAA級トレントン・サンダーに昇格し、23試合（20先発）に登板して9勝4敗・防御率2.54をマークした。9月1日にロースター拡張に伴ってメジャーに昇格し、その日のデトロイト・タイガース戦でメジャーデビューを果たした。デビュー戦では1イニングを投げ、カーティス・グランダーソンとミゲル・カブレラから三振を奪うなど、無失点で切り抜けた。その後10試合連続で無失点に抑えるなど好投を続け、シーズンでは12試合で1勝0敗・防御率0.61に加え、5ホールドを記録した。
2009年は年間通じてメジャーに在籍し、72試合で4勝3敗・防御率4.50の成績を残した。

### タイガース時代
2009年12月8日にタイガース、アリゾナ・ダイヤモンドバックスとの三角トレードで、オースティン・ジャクソンと共にタイガースへ移籍。
2013年11月21日、1年190万ドルでタイガースと契約を延長した。
2014年オフにFAとなった。

### カブス時代
2015年3月8日にシカゴ・カブスとマイナー契約を結び、25人枠入りして開幕を迎える。5月18日にDFA、26日に自由契約となる。

### ブルージェイズ時代
2015年5月31日にトロント・ブルージェイズとマイナー契約を結び、6月11日にメジャー契約となり25人枠入りする。6月22日に傘下のAAA級バッファロー・バイソンズに降格し、自らFAを選択した。

### アスレチックス傘下時代
2015年6月27日にオークランド・アスレチックスとマイナー契約を結ぶが、傘下のAAA級ナッシュビル・サウンズでは10試合の登板で16失点を喫し、8月18日に自由契約となる。オフはドミニカ共和国のウィンターリーグでプレー。

### 独立リーグ時代
2016年3月9日、アトランタ・ブレーブスとマイナー契約を結んだが、26日に自由契約となる。4月10日に独立リーグ・アトランティックリーグのランカスター・バーンストーマーズと契約。

### ヤンキース復帰
2016年4月25日にヤンキースとマイナー契約を結び、5月6日にメジャー契約を結んだ。5月17日にDFAとなり、21日に40人枠を外れる形でAAA級スクラントン・ウィルクスバリ・レイルライダースへ配属された。

### パイレーツ時代
2016年9月22日に金銭トレードでピッツバーグ・パイレーツへ移籍し、翌23日にメジャー契約を結んでアクティブ・ロースター入りした。10月5日にDFA、10月11日にFAとなった。

### オリックス時代
2016年12月13日にオリックス・バファローズへの入団が発表された。背番号は25。
2017年には、春季キャンプから先発要員として調整。3月11日の読売ジャイアンツ戦（ほっともっとフィールド神戸）に先発投手としてオープン戦初登板を果たすと、5回を投げて1人の走者も出さないまま、当初の予定に沿って交代した。巨人が相手のNPBオープン戦に先発した投手で、5イニング以上にわたって巨人打線に1人の走者も許さなかった事例は、1976年に太平洋クラブ・ライオンズの東尾修が5イニングで達成して以来であった。4月1日には、東北楽天ゴールデンイーグルスとの開幕カード第2戦で先発投手として一軍公式戦に初めて登板したが、2回2/3で5失点を喫してレギュラーシーズン初黒星。次に先発した4月8日の対北海道日本ハムファイターズ戦では、6回表終了まで日本ハム打線から1人の走者も出さず、7回表に3安打を浴びたが無失点に抑えて公式戦初勝利を挙げた。4月中旬から5月上旬まで救援要員に転向すると、「KANSAI CLASSIC 2017」の第2戦であった4月29日の対福岡ソフトバンクホークス戦で、救援投手としての初登板の末に公式戦2勝目を記録している。しかし、5月13日の対埼玉西武ライオンズ戦（いずれも京セラドーム大阪）で先発投手として3回表の途中までに39球を投げたところ、首の左側付近に違和感を訴えて緊急降板。この試合でシーズン3敗目を喫したほか、試合後の検査で胸郭出口症候群を発症していることが判明したため、戦線離脱を余儀なくされた。12月2日に自由契約となった。

### メキシカンリーグ時代
2018年は、メキシカンリーグのモンクローバ・スティーラーズでプレーした。

## 投球スタイル
メジャーでは主にリリーバーとして起用され、スリークォーターから、平均93 mph（約150 km/h）のフォーシーム、平均92 mph（約148 km/h）のツーシームといった速球と、決め球である平均80 mph（約129 km/h）のスラーブ、平均83 mph（約134 km/h）のチェンジアップを主に使用する。
メジャー通算の対左xFIPが3.34なのに対し、対右xFIPは4.94と右打者を苦手としている。
オリックス時代は直球、チェンジアップ、ツーシーム、カーブを基本に組み立てていた他、「楽しみとして」ナックルボールを投げることがあった。オリックス退団後の2018年にはナックルボーラーへ転向して、MLB復帰を目指すことを表明していた。

## 人物
アメリカ球界時代の登板試合では、自身の投球へ納得が行かない場合に、日本の放送業界における「放送禁止用語」に該当する言葉を吐くことによって自身を鼓舞する癖が見られた。そのため、オリックスへの入団当初は、上記の発言の一部が伏せ字で伝えられたり、「放送禁止用語投法」と報じられたりすることがあった。オリックス球団では、NPB公式戦での登板中に、以上の癖が「審判の判定に対する不服」と解釈される事態を懸念。入団1年目（2017年）の春季キャンプ中には、球団の幹部が通訳を介して、コークに注意を喚起した。

## 詳細情報

### 年度別投手成績
| 年 度    | 球 団      | 登 板 | 先 発 | 完 投 | 完 封 | 無 四 球 | 勝 利 | 敗 戦 | セ 丨 ブ | ホ 丨 ル ド | 勝 率 | 打 者 | 投 球 回 | 被 安 打 | 被 本 塁 打 | 与 四 球 | 敬 遠 | 与 死 球 | 奪 三 振 | 暴 投 | ボ 丨 ク | 失 点 | 自 責 点 | 防 御 率 | W H I P |
| -------- | ---------- | ----- | ----- | ----- | ----- | -------- | ----- | ----- | -------- | ----------- | ----- | ----- | -------- | -------- | ----------- | -------- | ----- | -------- | -------- | ----- | -------- | ----- | -------- | -------- | ------- |
| 2008     | NYY        | 12    | 0     | 0     | 0     | 0        | 1     | 0     | 0        | 5           | 1.000 | 52    | 14.2     | 8        | 0           | 2        | 0     | 0        | 14       | 1     | 0        | 1     | 1        | 0.61     | 0.68    |
| 2009     | NYY        | 72    | 0     | 0     | 0     | 0        | 4     | 3     | 2        | 21          | .571  | 238   | 60.0     | 44       | 10          | 20       | 4     | 1        | 49       | 7     | 0        | 34    | 30       | 4.50     | 1.07    |
| 2010     | DET        | 74    | 1     | 0     | 0     | 0        | 7     | 5     | 2        | 17          | .583  | 279   | 64.2     | 67       | 2           | 26       | 4     | 4        | 53       | 3     | 0        | 29    | 27       | 3.76     | 1.44    |
| 2011     | DET        | 48    | 14    | 0     | 0     | 0        | 3     | 9     | 1        | 7           | .250  | 474   | 108.2    | 118      | 5           | 40       | 5     | 4        | 69       | 4     | 0        | 64    | 54       | 4.47     | 1.45    |
| 2012     | DET        | 66    | 0     | 0     | 0     | 0        | 2     | 3     | 1        | 20          | .400  | 245   | 54.0     | 71       | 5           | 18       | 4     | 1        | 51       | 3     | 0        | 28    | 24       | 4.00     | 1.65    |
| 2013     | DET        | 49    | 0     | 0     | 0     | 0        | 0     | 5     | 1        | 4           | .000  | 177   | 38.1     | 43       | 3           | 21       | 7     | 0        | 30       | 1     | 0        | 24    | 23       | 5.40     | 1.67    |
| 2014     | DET        | 62    | 0     | 0     | 0     | 0        | 5     | 2     | 1        | 5           | .714  | 257   | 58.0     | 69       | 5           | 20       | 2     | 2        | 41       | 1     | 0        | 28    | 25       | 3.88     | 1.53    |
| 2015     | CHC        | 16    | 0     | 0     | 0     | 0        | 0     | 0     | 0        | 3           | .000  | 45    | 10.0     | 14       | 1           | 3        | 2     | 0        | 9        | 0     | 0        | 7     | 7        | 6.30     | 1.70    |
| 2015     | TOR        | 2     | 0     | 0     | 0     | 0        | 0     | 0     | 0        | 1           | .000  | 17    | 2.2      | 1        | 1           | 2        | 0     | 0        | 3        | 0     | 0        | 1     | 1        | 3.38     | 1.13    |
| '15計    | TOR        | 18    | 0     | 0     | 0     | 0        | 0     | 0     | 0        | 4           | .000  | 62    | 12.2     | 15       | 2           | 5        | 2     | 0        | 12       | 0     | 0        | 8     | 8        | 5.68     | 1.58    |
| 2016     | NYY        | 3     | 0     | 0     | 0     | 0        | 0     | 0     | 0        | 0           | .000  | 29    | 6.0      | 7        | 1           | 4        | 0     | 1        | 1        | 0     | 0        | 5     | 4        | 6.00     | 1.29    |
| 2016     | PIT        | 3     | 0     | 0     | 0     | 0        | 0     | 0     | 0        | 0           | .000  | 16    | 4.0      | 3        | 0           | 3        | 1     | 0        | 3        | 0     | 0        | 0     | 0        | 0.00     | 1.33    |
| '16計    | PIT        | 6     | 0     | 0     | 0     | 0        | 0     | 0     | 0        | 0           | .000  | 45    | 10.0     | 10       | 1           | 7        | 1     | 1        | 4        | 0     | 0        | 5     | 4        | 3.60     | 1.70    |
| 2017     | オリックス | 6     | 5     | 0     | 0     | 0        | 2     | 3     | 0        | 0           | .400  | 106   | 23.2     | 30       | 2           | 10       | 0     | 1        | 16       | 0     | 1        | 13    | 12       | 4.56     | 1.69    |
| MLB：9年 | MLB：9年   | 407   | 15    | 0     | 0     | 0        | 22    | 27    | 8        | 83          | .449  | 1823  | 421.0    | 445      | 33          | 159      | 29    | 13       | 323      | 20    | 0        | 221   | 196      | 4.19     | 1.43    |
| NPB：1年 | NPB：1年   | 6     | 5     | 0     | 0     | 0        | 2     | 3     | 0        | 0           | .400  | 106   | 23.2     | 30       | 2           | 10       | 0     | 1        | 16       | 0     | 1        | 13    | 12       | 4.56     | 1.69    |

- 2018年度シーズン終了時

### 記録
NPB
- 初登板・初先発登板：2017年4月1日、対東北楽天ゴールデンイーグルス2回戦（京セラドーム大阪）、2回2/3を5失点で敗戦投手
- 初奪三振：同上、2回表に松井稼頭央から空振り三振
- 初勝利・初先発勝利：2017年4月8日、対北海道日本ハムファイターズ2回戦（京セラドーム大阪）、7回無失点

### 背番号
- 48  （2008年 - 2009年、2015年途中 - 同年終了）
- 40  （2010年 - 2014年）
- 27  （2015年 - 同年途中）
- 43  （2016年 - 同年途中）
- 52  （2016年途中 - 同年終了）
- 25  （2017年）